# タデウシュ・カスプシツキ

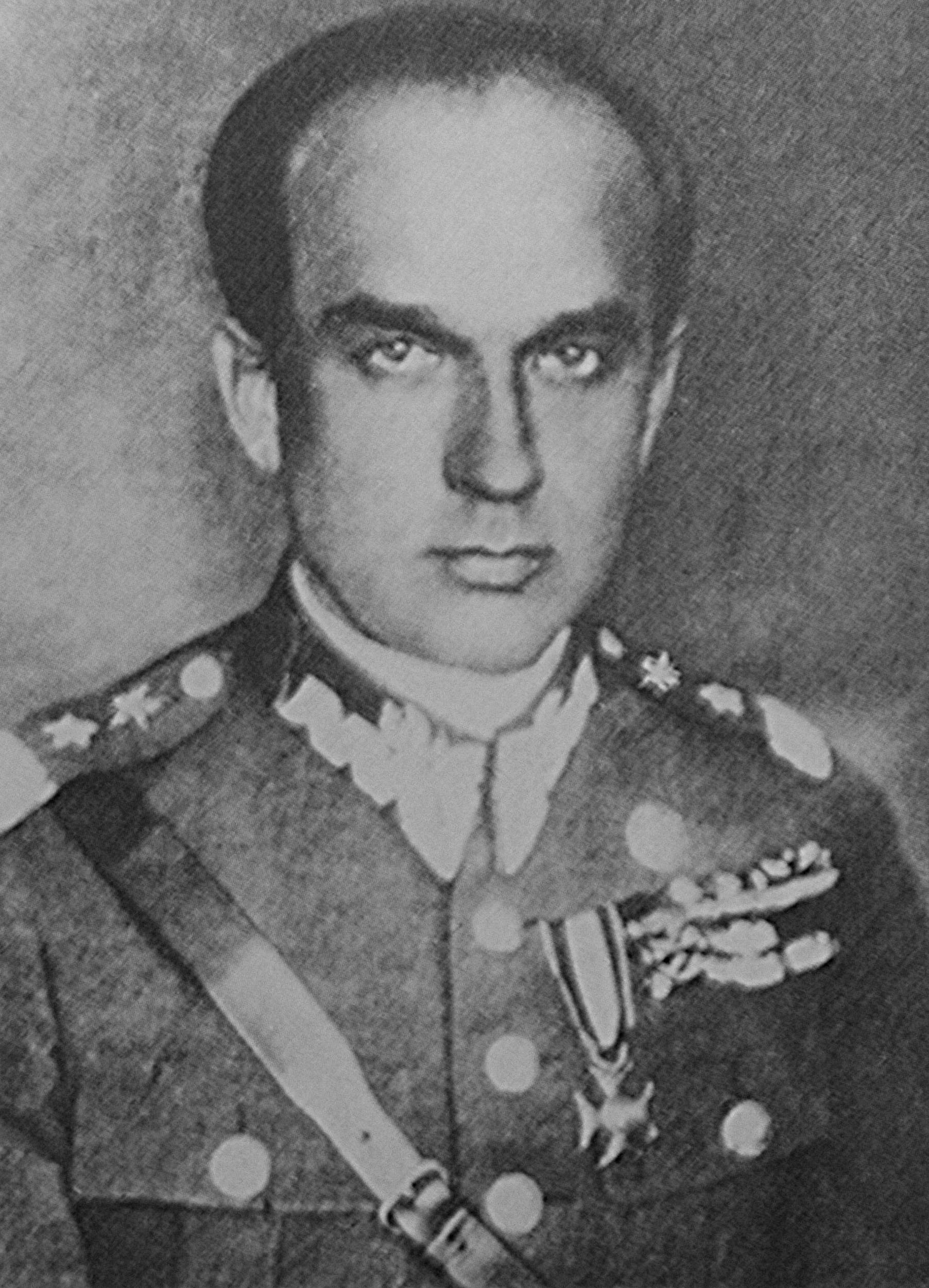
タデウシュ・カスプシツキ

タデウシュ・アダム・カスプシツキ（ポーランド語: Tadeusz Adam Kasprzycki, 1891年1月16日 - 1978年）は、ポーランドの軍人。少将。
ワルシャワ出身。1910年から1912年までソルボンヌ、1912年から1914年までジュネーヴ大学で学ぶ。1913年から銃兵同盟員。第一次世界大戦時、1914年8月6日、ユゼフ・ピウスツキのポーランド軍団に入隊し、中隊長、後に第1旅団参謀部の作戦将校となった。1915年9月、ポーランド軍事組織ワルシャワ支部、後にルブリン支部を率いた。
1918年からポーランド軍に入隊し、同年11月からピウスツキの副官となる。ワルシャワの高等軍事学校、1921年にフランスの高等軍事学校を卒業した。1922年3月から最高軍事会議第3（作戦）局計画課長、後に局長。1927年7月から参謀本部第3課長。その後、ヴィリノの第19歩兵師団を指揮。1931年7月から国防第一次官。1935年10月、国防相に任命。1939年4月、ポーランド・フランス軍事協定に署名し、戦時のフランスの全面支援を取り付けた。
ドイツ軍のポーランド侵攻後、ルーマニアに逃れ、現地当局により抑留された。1945年に解放され、カナダに移民。モントリオールで死去。